# Ильинское (Рязанская область)
Ильинское — село в Рыбновском районе Рязанской области. Входит в состав Батуринского сельского поселения.

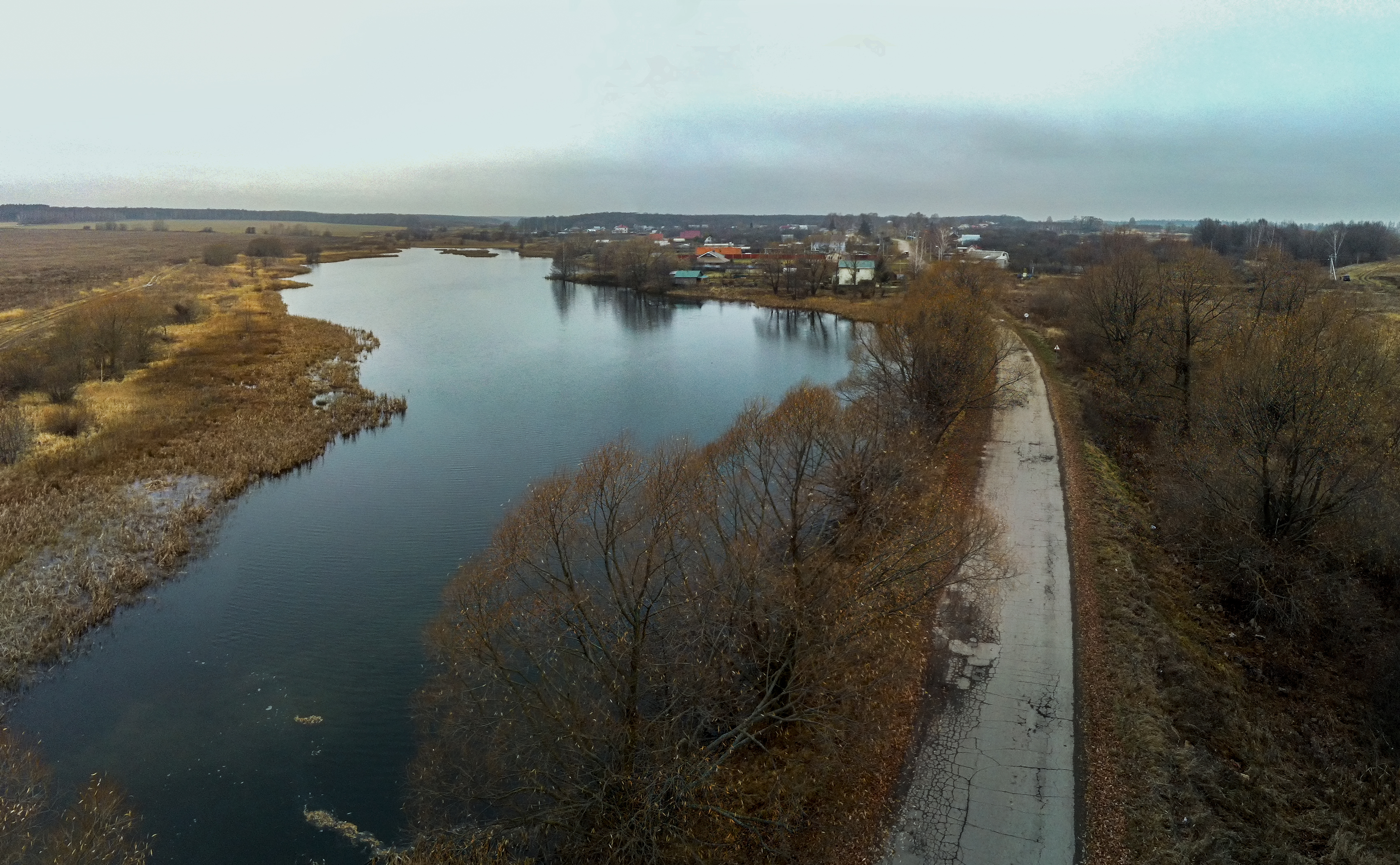
Ильинский пруд

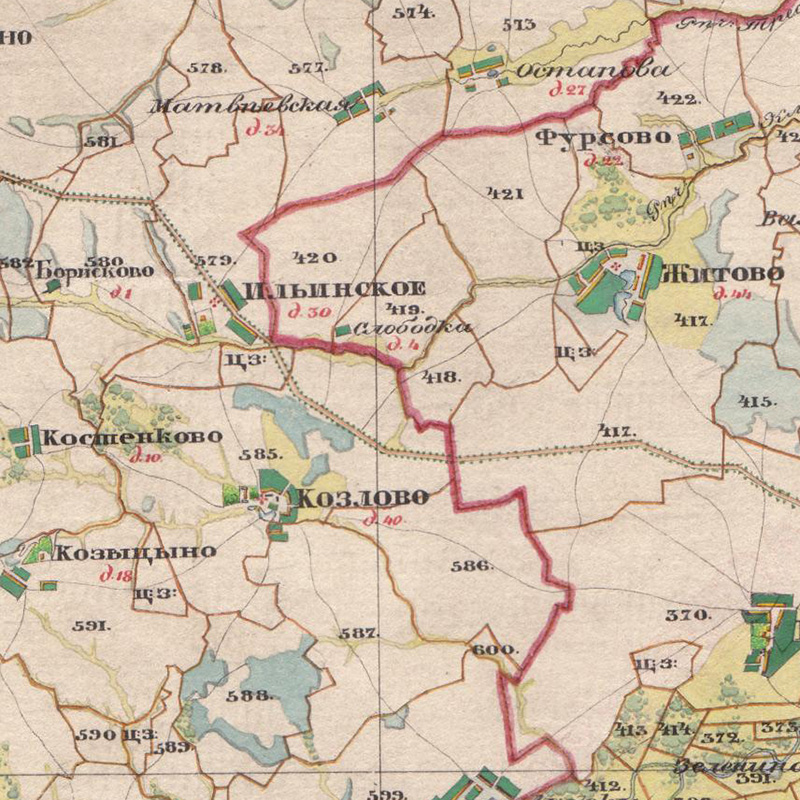
Ильинское и окрестности на карте Менде 1850 года

## География
Расположено на западе центральной части района в километре от границы с Луховицким районом Московской области. Село расположено рядом с Ильинским прудом, образованным на реке Клещевая.

## История
Впервые село упоминается в «Актах служилых землевладельцев XV- нач. XVII вв.» как Ильинское на рчк. Клещевой сц. Понисский стан от 1597 года. Название селения по фамилии землевладельца Ильина.
В окладных книгах 1676 года село записано как Карлово, Ильинское тож. Находившаяся здесь церковь в документах с 1676-го упоминается как Ильинская. В 1771 году в селе была построена Крестовоздвиженская церковь с приделами Владимира и Святого пророка Илии. С 1778 года село числится в составе Зарайского уезда Рязанской губернии. В 1812 году Дмитрем Мамоновым взамен имеющейся деревянной была построена каменная церковь (разрушена в 1940 году).
До 1930-х годов через село проходила главная почтовая дорога из Москвы в Рязань и далее в Ряжск, Козлов, Тамбов.
В 1937 году входит в состав Рыбновского района Рязанской области. С 2004 по 2015 год входило в Козловское сельское поселение Рыбновского района Рязанской области (административный центр — село Житово). В 2015 году в рамках мероприятий федеральной целевой программы «Устойчивое развитие сельских территорий на 2014—2017 года и на период до 2020 года» в селе начато строительство новых домов для работников сельского хозяйства.

## Население
| 1859 | 1906 | 2010 |
| ---- | ---- | ---- |
| 301  | ↗436 | ↘46  |

По состоянию на 1859 год в селе насчитывался 31 двор, 301 житель, на 1906 год — 56 дворов, 436 жителей.

## Инфраструктура
В селе расположено садовое товарищество «Мечта», имеется магазин.

## Транспорт
В 1,5 км к юго-востоку от села расположен железнодорожный остановочный пункт Козловка, через который следуют электропоезда Рязань — Узуново.